# 交阯之亂
交阯之亂，又稱作「晉吳交阯之爭」，是三國末期在交州發生的一次事件。該事件因吳交阯郡吏呂興在永安六年（263年，魏景元四年）起事反抗吳國統治而起，適逢蜀漢為曹魏所滅，於是其向曹魏投誠，而引起魏國以及其後的晉朝介入。該事件持續了近十年之久，波及吳國交、廣兩州多地（今中國廣西壯族自治區大部及越南北部），直至建衡三年（271年，晋泰始七年）才被吳國集結重兵平定。交、廣分置也因這一事件成為定制並被後世沿用，今越南北部地區開始成為獨立的行政區域。

## 事件背景
交州原為西漢設置的交趾刺史部，自設立起即包括今中國廣東省、廣西壯族自治區大部及越南北部地區，至東漢建安年間（196年-219年）由刺史部改為州，正式稱為「交州」。交州地處南疆，懸遠於中土，遠離戰亂。據研究，交州至東漢時已有275萬左右的人口，其中交阯一郡即佔全州人口的一半。交州物產豐富，出產銀、銅，並有香料、絹物、明珠、大貝、琉璃、翡翠、玳瑁、犀角、鸚鵡、大象、孔雀等奇珍異寶。交州南海郡的番禺（今廣東省廣州市）、蒼梧郡的高要（今廣東省肇慶市）還是當時重要的產鹽區。由於交州西北、正北、東北三面分別與益、荊、揚三州相接壤，在漢末三國時期具有著重要的戰略意義。
東漢末年由於軍閥割據，中原地區動亂不已，僻處南疆的交阯太守士燮佔有交州南部四郡（交阯、合浦、九真、日南），相比於交州北部「郡界未綏，依作寇盜，專為亡叛逋逃之藪」的局面，交阯等郡在士燮的治理下「四十餘年，疆場無事，民皆樂業」，出現了社會安定、經濟文化繁榮的景象。為此，越南史書多尊稱士燮為「士王」，稱「我國通詩書習禮樂，為文獻之邦，自士王始」。黃武五年（226年），士燮去世，孫權析交州北部四郡置廣州，仍治番禺；南四郡為交州，以交阯郡治龍編（今越南北寧市東南）為州治。不久後，呂岱成功剷除士氏勢力，孫權隨即取消廣州的建制，交州自此接受孫吳的直接統治。赤烏十一年（248年），交阯曾一度發生叛亂，被陸胤平定。越南史書稱此後還發生了趙嫗起義，很快也為陸胤所平定，但趙嫗此人的存在與否尚存有爭議。在交阯之亂發生前，交州共設有九郡：即南海、蒼梧、高涼、朱崖、鬱林、交阯、合浦、九真、日南。

## 事件經過

### 呂興起事投魏
吳永安五年（262年，魏景元三年），吳主孫休派察戰鄧荀到交阯（郡治今越南北寧市東南）征調孔雀和野豬。交阯太守孫諝此前曾科派郡中上千個手工業者到建業（今江蘇省南京市）服勞役，當地民眾看到鄧荀前來都以為是又要增加役作人手。郡吏呂興趁機煽動士兵和百姓，並招攬附近的夷族，於吳永安六年（263年，魏景元四年）五月起兵，殺死太守孫諝和察戰鄧荀。另有一說是交阯太守孫諝為人貪婪暴虐，當地民眾早已怨聲載道，鄧荀到交阯後又擅自徵調三十只孔雀，並要求當地人將孔雀護送至建業，大家不願意服遠役，心中都有反抗的念頭，郡吏呂興便帶頭起事，殺掉了孫諝和鄧荀。

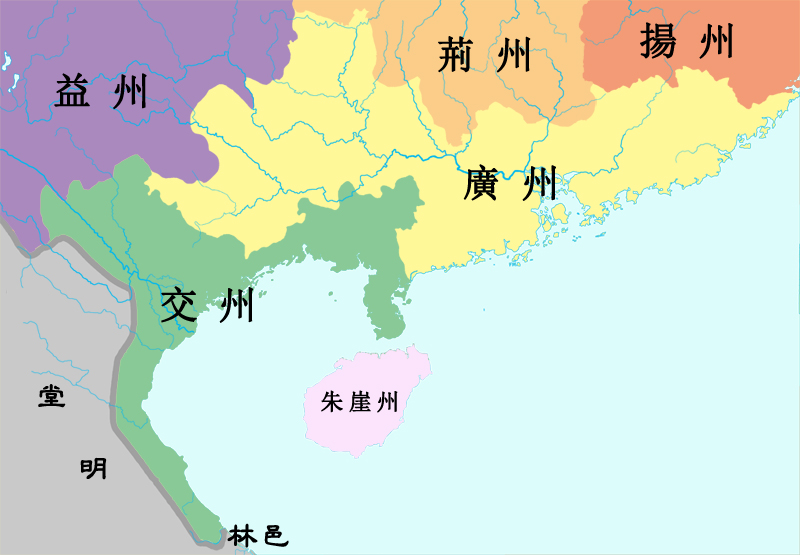
264年，孫休析交州北部置廣州

吳主孫休並未立即派兵平定交阯發生的動亂。就在呂興起事的同月，曹魏下詔宣佈伐蜀，掌握魏國大權的司馬昭調集十八萬大軍，於八月自洛陽出師。孫休於十月時得到蜀漢的求援訊息，下令派軍攻擊魏國以救援蜀國。但就在十一月，蜀主劉禪宣佈降魏。孫休聞訊後撤回了攻擊魏國的軍隊，派兵平息與蜀漢接壤地區發生的騷亂。此後，孫休又於吳永安七年（264年，魏景元五年）二月起接連調集四路大軍攻打原屬蜀國的永安（今重慶市奉節縣），試圖趁曹魏在蜀地立足未穩時搶奪巴蜀要地，但遭到守將羅憲的頑強抵抗，用了半年時間都未能攻克。直到這一年七月，魏國派遣荊州刺史胡烈率大軍進逼吳國軍事要地西陵（今湖北省宜昌市）以救援羅憲，吳軍只好撤退。同月，吳主孫休去世。由於始終無暇顧忌交阯發生的動亂，孫休在去世前分交州北部的南海（郡治今廣東省廣州市）、蒼梧（郡治今廣西壯族自治區梧州市）、高涼（郡治今廣東省恩平市北）、鬱林（今廣西壯族自治區桂平市西南）四郡置廣州，以避免事態的擴大。
交州方面在呂興於交阯起事後，九真（郡治今越南清化市西北）、日南（郡治今越南洞海市南）兩郡也分別有人發動叛亂進行響應，呂興又率軍進逼合浦（今廣西壯族自治區合浦縣東北），希望合浦也能加入。蜀亡之後，呂興派遣都尉唐譜前往南中的進乘（今雲南省屏邊苗族自治縣），向魏南中都督霍弋要求歸附曹魏以尋求庇護，希望魏國能出兵援助，並請求魏國任命他為督交阯諸軍事、上大將軍、安定縣侯以便於安穩交阯的局勢。霍弋向洛陽上表奏明此事，並轉達交阯諸將的請求，於吳元興元年（264年，魏咸熙元年）九月得到魏國朝廷的回復。魏國詔令呂興為使持節、都督交州諸軍事、南中大將軍，封安定縣侯，允許呂興「便宜從事，先從後上」。同時還任命霍弋遙命交州刺史，將交州之事委託於他，允許其自行決定交州地區的官吏任命。霍弋奏請任命建寧人爨谷為交阯太守，派牙門將董元、毛炅、孟幹、孟通、爨能、李松、王素等率軍援助呂興。但在爨谷等人到達交阯之前，呂興便被其功曹李統所殺。

### 西晉接管交阯

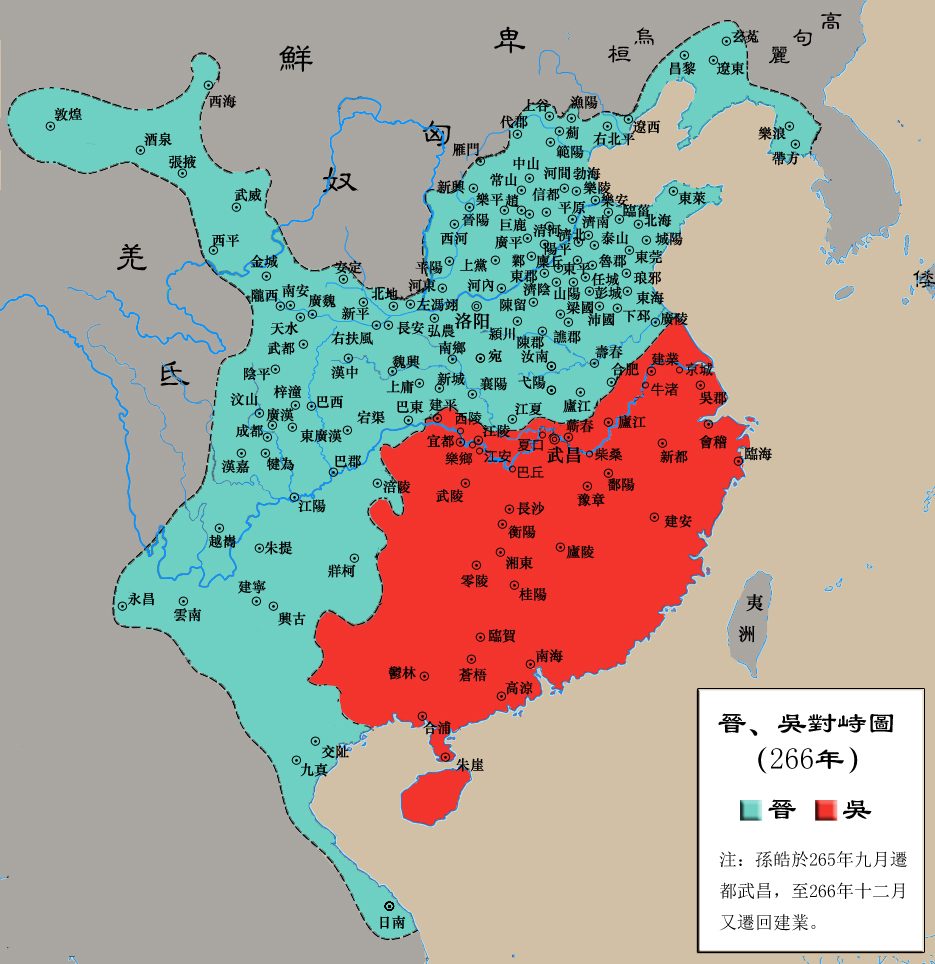
西晉取得交州後對孙吳形成三面包圍之勢

吳甘露元年（265年，魏咸熙二年），爨谷等人率軍從南中抵達龍編，安撫新歸附的交阯等地。該年十二月，司馬炎代魏，建立晉朝，霍弋、爨谷等人宣布向晉效忠。不久後，爨谷去世，霍弋又上表請求以巴西人馬融（馬忠之子）繼為交阯太守。後來馬融也病逝，霍弋再以犍為人楊稷繼任太守之位。經過楊稷等人兩年的經營，至吳寶鼎二年（268年，晉泰始三年）晉國已佔據了吳國交阯、九真兩郡，日南也已唾手可得，吳國「合浦以北，民皆搖動」。晉廷加封楊稷為綏遠將軍，董元、毛炅等牙門將為雜號將軍，均封為侯，遙領交州的霍弋也功封列侯。
寶鼎三年（268年，晉泰始四年），吳主孫皓向晉國展開大規模反擊。孫皓任命劉俊為交州刺史、前交州刺史修則為前部督，與將軍顧容（顧雍族弟）一起負責討伐屯駐交阯的晉軍。吳軍連續多次攻打交阯都被晉將楊稷所擊敗，連鬱林、九真兩郡也都轉而依附楊稷，戰局對吳軍漸漸不利。楊稷趁勢派遣毛炅、董元等人率軍攻打吳軍的駐地合浦。兩軍在古城（今廣西壯族自治區合浦縣東北）交戰，晉軍大獲全勝，吳將修則被毛炅斬殺，劉俊也在戰鬥中陣亡。吳軍殘部退保合浦。之後楊稷奏請任命董元為九真太守、毛炅為鬱林太守，繼續進攻吳國交州各郡。吳晉交州戰事爆發的同時，中國與南海的國際關係亦有所變化。在此之前，交州以南的林邑國（即占婆國）曾在孫權時期進攻交阯、九真，一度攻入城邑，最終吳人喻以恩信，戰事平息，但林邑仍保有區粟之地。至此年晉朝兵取交州後，林邑國與扶南國遣使到晉朝貢，以示友好。

### 東吳收復交州

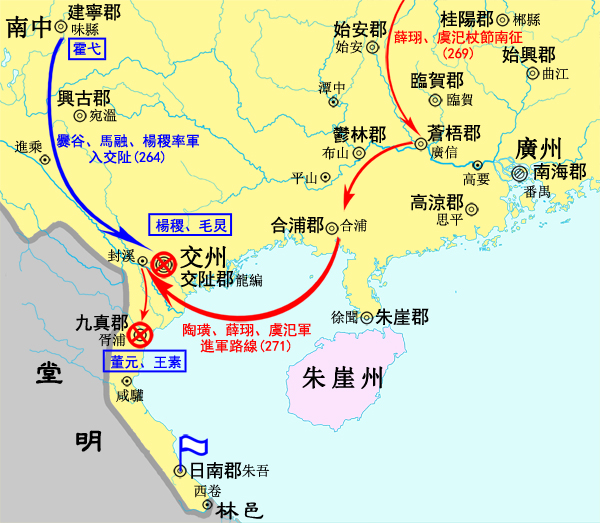
吳軍平交州示意圖

建衡元年（269年，晉泰始五年），孫皓再次調遣兩路大軍南征交阯，一路由監軍虞汜（虞翻四子）、威南將軍薛珝（薛綜長子）率領從荊州陸道出發，一路由監軍李勖、督軍徐存率領從建安（郡治今福建省建甌市南）海路出發，預期兩軍在合浦會合後共同剿滅交阯的晉軍。但吳軍的進展並不順利，李勖部因為建安海路難以通行，無法前往指定地點，最後李勖殺死向導馮斐，率軍於次年原路返回建業。李勖此前曾得罪過的何定趁機以錯殺導軍且擅自撤軍為罪名，向孫皓狀告李勖。孫皓下令將李勖、徐存全部處死並夷三族。
虞汜、薛珝率軍到達交、廣後，蒼梧太守陶璜「自表討賊」，率軍與楊稷軍在分水交戰，因將帥意見不一，軍隊不聽號令而敗北，吳軍兩位將領在戰鬥中陣亡。薛珝因此大怒，與陶璜發生爭執，甚至打算率軍轍回。當天夜裏，陶璜率領數百人襲擊董元部，取得大捷，奪得數千匹錦物等大量寶物，滿載而歸。薛珝知道後，為之前的態度向陶璜致歉，並上表奏請以陶璜為交州刺史、前部督。建衡三年（271年，晉泰始七年）四月，虞汜率軍攻打董元部，取得勝利，董元死去，楊稷派王素繼任九真太守。陶璜用此前截獲董元的寶物收買了扶嚴夷首領梁奇，梁奇率領一萬多人馬加入吳軍。薛珝用陶璜之計，從海路奇襲交阯，楊稷派遣毛炅、孟岳前往迎擊，兩軍在封溪交戰，晉軍大敗，毛炅「僅以身還」。晉軍在交戰中曾偽退試圖偷襲吳軍，但被陶璜識破，以長戟隊擊破晉軍埋伏。
楊稷、毛炅等人率殘軍退回交阯，固城自守。陶璜率軍包圍交阯，截斷供給。到七月時，交阯城中糧盡，因飢餓或疾病死亡的人超過半數。不久後，陶璜約降城中守將王約，在裏應外合之下攻陷交阯，斩殺张登、孟通、邵晖及兩千餘守軍，擒晉將楊稷、毛炅、孟幹、爨能、李松等人。陶璜因功被吳國正式任命為交州刺史。九真守將王素聽說交阯兵敗的消息之後，與牙門王承等人計劃逃回南中（南中都督治今雲南省曲靖縣），結果中途被陶璜部將衛濮俘獲。功曹李祚與都尉邵胤率軍堅守九真，陶璜遣部將前去攻打，李祚的舅舅黎晃也有隨軍，便勸李祚降吳，被李祚拒絕，後來花了較多時間才將九真平定。不久，日南等郡也向吳軍投降，孫吳成功收復交州。

## 餘波
修則之子修允當時在陶璜軍中，聽說晉將毛炅被俘後，要報殺父之仇，堅持要求將其處死。陶璜看重毛炅英勇善戰，企圖收降他，因而並未允許。但毛炅事後密謀襲擊陶璜，結果被發覺。毛炅被再度收押後拒絕屈服，大聲喝罵吳軍，修允將其剖腹割肝，毛炅罵聲猶不止。被俘的晉將楊稷、孟幹、爨能、李松等人私下盟誓，立志等將來伺機逃回晉國。後來在被押往建業的途中，楊稷在合浦病逝，吳軍將其首級送回建業，屍體拋入海中。孟幹等人押至建業後，吳主孫皓本想將他們處死，有朝臣勸孫皓寬宥他們以招攬敵國邊將，於是孫皓改判孟幹等人流放到臨海（今浙江省台州市）。孟幹等人擔心流放到東方後不便於北歸，聽說吳人喜歡蜀地的竹弩，便稱自己能夠製作，因此被留在了建業。吳鳳凰二年（273年，晉泰始九年），三人看准時機，從吳地逃往晉國，爨能、李松在途中被捕後處死，僅孟幹成功到達洛陽（今河南省洛陽市）。孟幹向晉武帝敘說了事件的原委，並進言討伐吳國。當初晉武帝本打算封楊稷為交州刺史、毛炅為交阯太守，因有傳聞稱他們投降吳國而未實行。晉武帝聽孟幹訴說了事情的原委後，下令追封楊稷為交州刺史，封孟幹為日南太守，詔令毛炅、爨能、李松的兒子襲爵，並賜毛炅的另外三個兒子為關內侯。
吳軍收復交州後，吳主孫皓宣佈大赦，分交阯郡置新昌郡以加強對交阯的控制。其後吳軍與當地的扶嚴夷等夷民產生衝突，虞汜、陶璜等人又率軍平定扶嚴夷，在扶嚴夷故地設置武平郡。此後吳軍在陶璜的帶領下，又開拓九德郡及九真屬國三十餘縣，鞏固了吳國在交州的統治。孫皓下令再次晉升陶璜為使持節、都督交州諸軍事、前將軍、交州牧，虞汜因功封為交州刺史、冠軍將軍、餘姚侯，但沒過多久，虞汜病故，薛珝也在班師回朝的途中病逝。交州安定後，孫皓曾有意以合浦太守修允代替陶璜的位置，調陶璜鎮守軍事要地武昌（今湖北省鄂州市），但因為當地民眾堅持要求陶璜留任而作罷。交州的吳晉之戰雖告一段落，然而交州南鄰林邑國（即占婆國）卻再挑起戰事，陶璜與林邑作長期周旋，達十餘年。吳天紀三年（279年，晉咸寧五年），修允調任桂林太守，不久病逝於廣州（州治今廣東省廣州市），其部曲督郭馬等人煽動兵民發起「廣州之亂」，波及廣州大部，並延及荊州南部。孫皓立即派滕脩、陶濬（陶璜之弟）率軍討伐，並令陶璜引軍從西側夾擊。次年，吳國亡於晉，陶璜接到孫皓要求各地守軍降晉的手諭後也向晉武帝宣告效忠。晉武帝仍令其鎮守交州，改拜冠軍將軍，封宛陵侯。在陶璜死後，陶璜子陶威、陶淑，陶威子陶綏也先後擔任交州刺史，世代鎮守交州。

## 事件影響
交州的成功收復，是吳國在對抗晉國的過程中少有的重大勝利。但這場勝利並不能改變吳國與晉國間的實力差距，而且吳軍也同樣在交阯之戰中遭受了巨大的損失，戰後又不得不在交阯駐留兵力以穩定戰後的局面。晉國的主力在這次事件中則未受到任何損失，所動用的僅為原駐守蜀國南中地區的降軍。吴天纪四年（280年，晋咸宁六年）晉滅吳時，吳國駐守交州及廣州的軍隊均未能參戰。

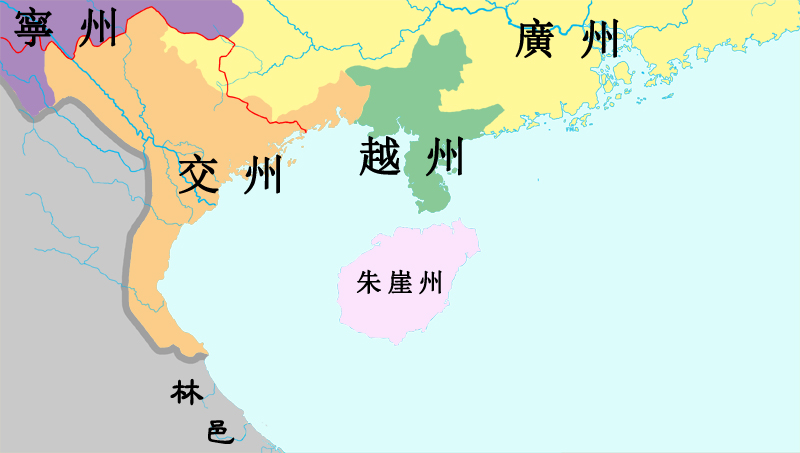
圖為南朝齊時期，圖中紅線為今中越邊界線

孫皓在平定交阯之亂後，在交州析置三郡及九真屬國，又開拓新土，新置三十餘縣，以維持了交州地區的穩定。孫皓所任用的交州牧陶璜也被晉朝予以了極大的信任，前後治理交州三十餘年，對外保土衛邊，對內維護民利，受到當地百姓的愛戴，在他去世的時候，「舉州啼哭，如喪慈親」。另一方面，持續近十年的交阯之亂使以交阯為中心的交州地區蒙受了極為重大的損失。以人口為例，交阯郡在西漢時即有人口92440戶、746237口，東漢時交州人口普遍增長一倍，三國時期交州除交阯之亂外并未受到太多戰爭的波及。但到晉代時，交阯加上由交阯分出的武平、新昌兩郡一共僅有20000戶，尚不足西漢時的四分之一。
交阯之亂爆發時，孫休為便於控制局勢，遵孫權消滅士氏勢力時的先例，析當時還未被事件波及的交州北部四郡分置廣州。但在交阯之亂被平定後，孫皓保留了廣州的建制。自此，始置於漢武帝元鼎六年（前111年）的交州（交趾刺史部）在設立了近四百年後被劃分為交州（包括今越南北部和中國廣西壯族自治區南部、廣東省雷州半島）和廣州（包括今廣東省、廣西壯族自治區大部）兩部，今越南北部與兩廣地區從此分屬不同的行政區劃。後歷經兩晉，至南朝宋泰始七年（471年）又析交州合浦置越州，交州北部邊界越來越接近今中越邊界線。

### 引用
1. 1 2 3 4  司馬光主編，胡三省注：《資治通鑒》卷七十九「晉紀一·泰始七年」
2. ↑  常璩撰：《華陽國志》卷十一「後賢志」
3. 1 2 3 4 5 6 7 8 9 10 11 12 13 14 15 16  常璩撰：《華陽國志》卷四「南中志」
4. 1 2 3 4 5 6 7 8 9 10 11 12 13 14 15 16 17 18 19 20 21 22 23  房玄龄等撰：《晉書》卷五十七「陶璜傳」
5. ↑  許嵩撰：《建康實錄》卷四「後主」
6. ↑  陳序經 1992，第211頁
7. 1 2 3 4  佚名撰：《越史略》卷上「歷代守任」
8. 1 2  朱子彥 & 王光乾 2008，第144-149頁
9. 1 2  陳壽撰，裴松之注：《三國志》卷五十三「吳書·薛綜傳」
10. ↑  陳壽撰，裴松之注：《三國志》卷四十九「吳書·士燮傳」
11. ↑  郭振鐸 & 張笑梅 2001，第11頁
12. ↑  吳士連等編輯：《大越史記全書·外紀》卷首
13. ↑  陳壽撰，裴松之注：《三國志》卷四十七「吳書·吳主傳」
14. ↑  陳壽撰，裴松之注：《三國志》卷六十「吳書·呂岱傳」
15. ↑  陳壽撰，裴松之注：《三國志》卷六十一「吳書·陸凱傳」
16. ↑  李昉等撰：《太平御覽》卷三百七十一「人事部·乳」引劉欣期《交州記》
17. 1 2 3 4 5 6 7 8 9 10 11 12 13 14 15 16 17  吳士連等編輯：《大越史記全書·外紀》卷四「屬吳晉宋齊梁紀」
18. ↑  陳重金 1992，第33-34頁
19. ↑  郭振鐸 & 張笑梅 2001，第177頁
20. 1 2 3 4 5  房玄龄等撰：《晉書》卷十五「地理志下」
21. 1 2 3 4  陳壽撰，裴松之注：《三國志》卷四十八「吳書·孫休傳」
22. 1 2 3  陳壽撰，裴松之注：《三國志》卷四「魏書·陳留王紀」
23. ↑  司馬光主編，胡三省注：《資治通鑒》卷七十八「魏紀十·景元四年」
24. ↑  房玄龄等撰：《晉書》卷二「文帝紀」
25. 1 2  陳壽撰，裴松之注：《三國志》卷四十一「蜀書·霍峻傳」
26. ↑  陳壽撰，裴松之注：《三國志》卷六十「吳書·鍾離牧傳」
27. ↑  陳壽撰，裴松之注：《三國志》卷二十八「魏書·鍾會傳」
28. 1 2  司馬光主編，胡三省注：《資治通鑒》卷七十八「魏紀十·咸熙元年」
29. 1 2  陳壽撰，裴松之注：《三國志》卷六十五「吳書·華覈傳」
30. ↑  房玄龄等撰：《晉書》卷八十九「王諒傳」
31. 1 2 3 4 5 6  陳壽撰，裴松之注：《三國志》卷四十八「吳書·孫皓傳」
32. 1 2 3 4  房玄龄等撰：《晉書》卷三「武帝紀」
33. 1 2  司馬光主編，胡三省注：《資治通鑒》卷七十九「晉紀一·泰始四年」
34. ↑  房玄龄等撰：《晉書》卷八十三「顧和傳」
35. ↑  馬司培羅 1973，第25頁
36. ↑  陳壽撰，裴松之注：《三國志》卷五十七「吳書·虞翻傳」
37. ↑  房玄龄等撰：《晉書》卷五十七「滕脩傳」
38. ↑  班固撰，顏師古注：《漢書》卷二十八下「地理志下·交趾郡」
39. ↑  沈約撰：《宋書》卷三十八「州郡志·越州」

### 古籍文獻
| - 〔東漢〕班固 撰，〔唐〕顏師古 注：《漢書》 - 〔晉〕常璩 撰：《華陽國志》 - 〔晉〕陳壽 撰，〔南朝宋〕裴松之 注：《三國志》 - 〔南朝梁〕沈約 撰：《宋書》 - 〔唐〕房玄龄 等 撰：《晉書》 | - 〔唐〕許嵩 撰：《建康實錄》 - 〔北宋〕司馬光 主編，〔南宋〕胡三省 注：《資治通鑒》 - 〔北宋〕李昉 等 撰：《太平御覽》 - 〔越南·陳朝〕佚名 撰：《越史略》 - 〔越南·後黎朝〕吳士連 等 編輯：《大越史記全書》 |  |

### 近现代研究
- 馬司培羅. . 馮承鈞譯. 台北: 臺灣商務印書館. 1973.
- 譚其驤. . 北京: 中國地圖出版社. 1982  [2014-08-26]. ISBN 9787503118449. （原始内容存档于2021-02-16）.
- 陳重金. . 戴可來譯. 北京: 商务印书馆. 1992  [2014-08-26]. ISBN 9787100004541. （原始内容存档于2021-02-16）.
- 陳序經. . 香港: 商務印書館. 1992. ISBN 9620751566.
- 郭振鐸; 張笑梅. . 北京: 中国人民大學出版社. 2001  [2014-08-26]. ISBN 9787300034027. （原始内容存档于2021-01-05）.
- 朱子彥; 王光乾. . 上海大學學報(社會科學版). 2008年1月, 15 (1): 144–149.